# Buri (mitologia)
En la mitologia escandinava Buri va ser el primer déu (el seu nom significa "el productor"). Audhumla se'l va trobar enterrat en el glaçi el va treure llepant-lo durant tres dies. Va tenir sense companyia un fill anomenat Bor.
El nom Búri, com el nom del seu fill Borr, deriva del protogermànic *buriz "fill, nascut". Així, els dos noms signifiquen bàsicament el mateix. En la investigació, el nom de Buri es tradueix com "engendrat, pare" i Borr com "engendrat, fill", probablement a causa de la seqüència generacional. Tanmateix, no s'explica com va ser pare del seu fill; sigui per si mateix, o mitjançant la reproducció sexual. Finalment Borr, tindria com a fill Odin.